# Accidente de tránsito en Paraguay del 2000
El accidente fue un siniestro vial sucedido poco antes del amanecer del lunes 6 de marzo del año 2000 en inmediaciones de la ciudad de Coronel Oviedo, departamento de Caaguazú, Paraguay, en el km. 142 de la entonces Ruta 7 (actual Ruta PY-02), en una zona llamada Santa María Ñu, a 10 km. aproximadamente del centro urbano de dicha ciudad.

## Descripción
Es el accidente de tránsito más grave de Paraguay, en el que 30 personas murieron y 16 resultaron heridos de gravedad, entre un ómnibus y un camión de cargas. 
Fue debido a que el colectivo de la empresa Rápido Yguazu SA (RYSA), lleno de pasajeros, en el que se trasladaban desde Ciudad del Este hasta Asunción, chocó contra un camión de cargas que venía de la ciudad de Tobatí, cargado de 10 toneladas de ladrillos y tejuelones. Este camión iba sentido contrario rumbo a Ciudad del Este.
El bus quedó partido en dos, mientras que el camión quedó prácticamente desintegrado, debido a que el accidente fue al inicio de una curva donde ambos vehículos se estrellaron de frente a alta velocidad. 
Ambos choferes de ambos vehículos perdieron la vida, y debido a la magnitud del accidente, fue difícil determinar la culpabilidad, aunque se sugirió que el chofer del bus habría entrado al carril contrario al momento de la curva.